# Don't Smile at Me Tour
《Don't Smile at Me Tour》는 미국의 싱어송라이터 빌리 아일리시의 첫 번째 콘서트 투어이다. 2017년 10월 4일부터 21일까지 진행되었던 이 투어는 아일리시가 같은 해 발매하였던 첫 익스텐디드 플레이(EP) 《Don't Smile at Me》의 홍보를 위해 시작됐다. 2017년 7월, 북아메리카에서 투어를 돌 것이라고 발표하였으며, 세세한 날짜도 같은 날에 공개하였다. 세트리스트는 《Don't Smile at Me》 수록곡 대부분을 불렀다. 평론가들은 대부분 이 투어에 호평을 보냈다.

## 시놉시스
아일리시는 보통 깜박이는 불빛을 받으며 〈Copycat〉으로 콘서트를 시작한다. 이후 콘서트의 분위기를 진정시키며 〈Idontwannabeyouanymore〉를 부른다. 그 다음에는 〈Watch〉를 부른다. 이어서 우쿠렐레로 〈Party Favor〉를 연주한 다음에 드레이크의 곡 〈Hotline Bling〉을 커버한다. 후에는 〈Listen〉이라 불리는 미발표 곡 노래를 연주한다. 아일리시는 〈Ocean Eyes〉로 세트리스트를 다 끝낸다. 이후 다시 앙코르를 하며 〈Bellyache〉를 부르기도 하였다.

## 세트 리스트
이 세트리스트는 2017년 10월 20일 펜실베이니아주 필라델피아에서 열린 콘서트의 세트리스트이며, 모든 콘서트의 세트리스트는 아니다.
1. "Copycat"
2. "Idontwannabeyouanymore"
3. "Watch"
4. "Six Feet Under"
5. "Hotline Bling"
6. "Party Favor"
7. "I’m in Love Without You"
8. "Listen"
9. "Ocean Eyes"
10. "I Wish You Were Gay"
11. "Bellyache"

## 일정
| 날짜 (2017) | 도시         | 국가   | 장소               |
| ----------- | ------------ | ------ | ------------------ |
| 10월 4일    | 샌타애나     | 미국   | 콘스텔레이션 룸    |
| 10월 5일    | 로스앤젤레스 | 미국   | 에코               |
| 10월 7일    | 샌프란시스코 | 미국   | 릭쇼 스톱          |
| 10월 9일    | 포틀랜드     | 미국   | 홀로신             |
| 10월 10일   | 시애틀       | 미국   | 크로커다일 백 바   |
| 10월 12일   | 시카고       | 미국   | 슈바스 터번        |
| 10월 14일   | 토론토       | 캐나다 | 드레이크 호텔      |
| 10월 16일   | 브루클린     | 미국   | 베이비스 올 라이트 |
| 10월 19일   | 케임브리지   | 미국   | 소니아             |
| 10월 20일   | 필라델피아   | 미국   | 월드 카페 라이브   |
| 10월 21일   | 워싱턴 D.C.  | 미국   | 로큰롤 호텔        |